# Hartman Toromba
Hartman Toromba est un footballeur namibien né le 2 novembre 1984.
Il a participé à la Coupe d'Afrique des nations 2008 avec l'équipe de Namibie.

## Carrière
- 2003-06 : Black Africa ( Namibie)
- 2006- : Black Leopards ( Afrique du Sud)